# 東京都外国人学校一覧
東京都外国人学校一覧（とうきょうとがいこくじんがっこういちらん）は東京都におけるインターナショナル・スクール（外国人学校）の一覧。

## 韓国学校

### 新宿区
- 東京韓国学校

## 朝鮮学校

### 小平市
- 朝鮮大学校

## 中華学校

### 千代田区
- 東京中華学校

## アメリカン・スクール

### 調布市
- アメリカンスクール・イン・ジャパン

## カナダ学校

### 品川区
- カナディアンインターナショナルスクール
- KAISインターナショナルスクール東京

## インドネシア学校

### 目黒区
- 東京インドネシア共和国学校

## インド学校

### 江東区
- インディア・インターナショナルスクール

## フランス学校

### 千代田区
- ブリティッシュ・スクール・イン・トウキョウ

### 北区
- 東京国際フランス学園

## ロシア学校

### 港区
- ロシア連邦大使館付属ロシア人学校

## 欧米系

### 港区
- 聖心インターナショナルスクール
- 東京インターナショナルスクール